# 簡易保険システム
簡易保険システムとは日本郵政公社(現在の保険事業はかんぽ生命保険が承継)の簡易保険のコンピュータシステムのこと。
当初はNEC/東芝のACOSシリーズとNEC製コンピュータのみを使用したシステムであったが、後に公開入札とされ、現在はIBM製汎用機を使用したシステムとなっている。

## 経緯
昭和30年代にレミントンランド社UNIVAC60の導入から始まった簡易保険業務の自動機械(システム)化対応だが、昭和42年にNEC(NEAC-2200)/東芝(TOSBAC-3400)製のEDPS(Electronic Data Processing System)による本格的な簡易保険のシステム化が始まった。その後、各簡易保険局単位でのEDPSによるシステム化は深度を上げて行く。
昭和52年には簡易保険業務の全面オンライン化(第1次オンライン業務)が実施され、NEC/東芝製汎用機によるPOM(郵政省簡易保険オンライン統合機械化システム)と呼ばれるシステムに発展した。

## 特徴
NEC/東芝連合としては、簡易保険システムは最大の独占パーク/システムであり、その後、NECのACOSシリーズの最新鋭機が常に投入される事になった。
また、官庁と各コンピュータベンダの癒着が問題視され、1986年以降は、当初SIerとしてNTTデータが、第4次オンラインシステム以降、野村総合研究所がプライムコントラクタとなっていた。ただし、当初のSIerだったNTTデータは、お飾りであり、実態的な業務関与は皆無であった。
なお、2011年にかんぽシステムソリューションズ株式会社が設立されて以降は同社がプライムコントラクタとなり、日本IBM・NEC・野村総合研究所・ニッセイ情報テクノロジー・日本システムウェア・キューブシステムらがサブコントラクタとなっている。
その後、90年代中盤、第3次オンラインシステムにおいて、国産UNIX機のUP4800高可用構成64台による接続系対応を実施した。この際、RubyによるCTMⅢ/POTⅥといった簡易保険端末の擬似端末を使用したり、汎用Proxyサーバであるデリゲートを使用するなどの各種オープンソースを使用して基幹系を構築するなど、当時の官庁系オンラインシステムとしては数多くの先駆的な対応が取られている。
簡易保険システムは2017年1月に新システムに切り替えられ、汎用機はIBM製に統一された。統一前の旧システムは、基幹系:NEC、情報系:IBM、接続系:日立製作所と複数ベンダの混合となっていた。各郵便局・簡易郵便局・ゆうちょ銀行との接続にはPNETといわれる郵政専用のネットワークを使用している。

## 懸念/疑問点
第4次システムは、2000年3月に移行された比較的新しいシステムにも拘らず、未だに汎用機のみで構築される。実際に、一旦、第3次システムでオープン系システムを接続系に使用したものの、汎用機により再構築したという郵政の高コスト/非効率さを体現したシステムとなっている。

## その他
情報系システムの構築の際、IBM担当の女性マネージャが日経提供のTV東京の番組に取り上げられ、日本IBMの女性対応に関して広告塔になり、話題となった。